# Ferdinand Poise
Jean Alexandre Ferdinand Poise (Nîmes, 3 juni 1828 - Parijs, 13 mei 1892) was een Frans componist die voornamelijk opera's componeerde in het genre opéra comique, naast cantates en liederen op gedichten van onder meer Alphonse Daudet en Auguste Barbier.
Hij studeerde aan het Conservatorium van Parijs, waar hij een leerling was van Adolphe Adam. In 1852 behaalde hij er de tweede prijs in de Prix de Rome voor compositie. Hij debuteerde het volgende jaar met de opéra comique Bonsoir, Voisine, een eenakter die in september 1853 in première ging in het Parijse Théâtre Lyrique. In 1855 volgde Les Charmeurs, eveneens een eenakter. Beide waren succesvol en Poise ging verder met de traditie van de opéra comique. Latere succesnummers in het lichte genre waren La Surprise de l'Amour, L'Amour Médecin en Joli Gilles.
De libretti van zijn opera's werden geleverd door onder meer Alphonse Daudet, Jules Adenis, Alexandre Beaumont en vooral Charles Monselet, die de teksten schreef voor de successen in zijn latere periode.
De laatste jaren van zijn leven was hij zwaar ziek met een letsel van het ruggenmerg en hij stierf op zijn ziekbed in de ochtend van 13 mei 1892. Zijn laatste werk, Carmosine, een opera in vier bedrijven naar Alfred de Musset, kon hij niet meer voltooien. Een andere opéra comique van hem, La Coupe enchantée (naar Jean de La Fontaine), ging verloren bij de brand van de Opéra-Comique in Parijs in 1887.

## Werken voor muziektheater
- Bonsoir, Voisine (Libretto: Arthur de Beauplan en Léon-Lévy Brunswick), première 1853
- Les Charmeurs (Libretto: Adolphe de Leuven naar Charles Simon Favart: "Les Ensorcelés ou Jeannot et Jeannette"), première 1855
- Le Thé de Polichinelle (Libretto: Edouard Plouvier), première 1856
- Le Roi Don Pèdre (Libretto: Eugène Cormon, Eugène Grangé), première 1857
- Le Jardinier galant (Libretto: Adolphe de Leuven en Paul Siraudin), première 1861
- Les Absents (Libretto: Alphonse Daudet), première 1864
- Jean Noël (Libretto: Ernest Dubreuil)
- Le Corricolo (Libretto: Eugène Labiche en Delacour) première 1868
- Les Deux Billets (Libretto: Jean-Pierre Claris de Florian), première 1870
- Les Trois Souhaits (Libretto: Jules Adenis), première 1873
- La Surprise de l'amour (Libretto: Charles Monselet naar Pierre Carlet de Marivaux), première 1877
- La Cigale et la fourmi (Libretto: Alexandre Beaumont naar een fabel van Jean de La Fontaine)
- La Dame de compagnie (Libretto: Alexandre Beaumont)
- L'Amour médecin (Libretto: Charles Monselet naar Molière), première 1880
- La Reine d'une heure (Libretto: Alexandre Beaumont)
- Joli Gilles (Libretto: Charles Monselet), première 1884
- Le Médecin malgré lui (naar Molière), première 1887
- Carmosine, zijn laatste werk naar Alfred de Musset, postume première 1928